# Avenged Sevenfold (альбом)
Avenged Sevenfold — четвёртый студийный альбом группы Avenged Sevenfold, издан в 2007 году. Также известен под названием «The Black & the White Album». 
Альбом был довольно прохладно встречен критиками. Тем не менее, уже 17 октября он стартовал в чарте Billboard 200 с четвёртой строчки (96,000 копий). 23 сентября 2008 года получил золотой статус RIAA.

## Об альбоме
Группа заявила о списке композиций нового альбома 9 августа 2007 года на YouTube и на своём мобильном сервисе «A7X Mobile». Также на YouTube появилась запись со студии группы, на которой Мэтт Шэдоус «скримил». 17 августа 2007 на YouTube было опубликовано двухминутное видео группы записи песни «Critical Acclaim».
Позже на канале группы стали публиковаться отрывки работы над альбомом, прозванные «вебизодами» (англ. webisodes). 9 сентября группа выложила видеоклип на песню «Almost Easy», а уже через 3 дня выложила сингл в сервисы цифровой дистрибуции. 3 октября журнал Kerrang! берёт интервью у Мэтта Шэдоуса с Синистером Гейтсом по поводу нового альбома. В этот же день группа выступает с песней «Almost Easy» на Warped Tour 2007. Для рекламы нового альбома Avenged Sevenfold начали свой тур по США 29 октября. 30 октября их альбом поступил в продажу.

## Список композиций
Слова и музыка всех песен — Avenged Sevenfold.
| №   | Название                   | Длительность |
| --- | -------------------------- | ------------ |
| 1.  | «Critical Acclaim»         | 5:15         |
| 2.  | «Almost Easy»              | 3:54         |
| 3.  | «Scream»                   | 4:48         |
| 4.  | «Afterlife»                | 5:53         |
| 5.  | «Gunslinger»               | 4:11         |
| 6.  | «Unbound (The Wild Ride)»  | 5:11         |
| 7.  | «Brompton Cocktail»        | 4:13         |
| 8.  | «Lost»                     | 5:02         |
| 9.  | «A Little Piece of Heaven» | 8:00         |
| 10. | «Dear God»                 | 6:33         |

## Рабочие названия песен
Оригинальные названия некоторых песен упоминались в MVI-издании альбома:
1. «Unbound (The Wild Ride)» на самом деле называлась «Disneyland Acid Trip»
2. «Lost» могла назваться банальнее — «Fast Melodic»
3. «A Little Piece of Heaven» могли назвать «Big Bear» из-за длины трека
4. «Dear God» в оригинале называлась «Country Rocker»
5. «Afterlife» могла называться строкой этой песни: «I Don't Belong Here»
6. «Brompton Cocktail» возможно называлась бы «Brompton Rock»